# Claude de Doyat
Claude de Doyat est un prélat français du XVe siècle.

## Biographie
Claude de Doyat est prévôt de Clermont et abbé de Valette.   Il est élu évêque de Saint-Flour par le chapitre à Villedieu, attendu que la contagion a fait déserter la ville de Saint-Flour. Comme il a été nommé en concurrence avec Charles de Joyeuse, le pape Sixte IV casse son élection, quoique le roi Charles VIII l'a déjà admis à prêter le serment de fidélité.